# 26474 Davidsimon
26474 Davidsimon è un asteroide della fascia principale. Scoperto nel 2000, presenta un'orbita caratterizzata da un semiasse maggiore pari a 2,3432353 UA e da un'eccentricità di 0,1517874, inclinata di 8,17754° rispetto all'eclittica.